# Anthony Gonzalez
Anthony Gonzalez (Los Angeles, 23 september 2004) is een Amerikaanse acteur.

## Levensloop
Gonzalez is geboren in Los Angeles en is van Guatemalaanse afkomst. Hij maakte zijn acteerdebuut op jonge leeftijd en volgde een opleiding aan de Colburn School in Los Angeles. Hij leende zijn stem aan de hoofdrolspeler in de Pixar-animatiefilm Coco uit 2017, waarmee hij een Annie Award en een Teen Choice Award won.
In 2018 speelde hij een terugkerende rol in de dramaserie The Last Ship. In 2021 leende hij ook zijn stem aan het computerspel Far Cry 6.